# Cacahuatlán, Oaxaca
Cacahuatlán är en ort i Mexiko.   Den ligger i kommunen Mazatlán Villa de Flores och delstaten Oaxaca, i den sydöstra delen av landet, 280 km sydost om huvudstaden Mexico City. Cacahuatlán ligger 874 meter över havet och antalet invånare är 239.
Terrängen runt Cacahuatlán är huvudsakligen bergig, men den allra närmaste omgivningen är kuperad. Runt Cacahuatlán är det ganska tätbefolkat, med 52 invånare per kvadratkilometer. Närmaste större samhälle är Huautla de Jiménez, 14,7 km nordost om Cacahuatlán. I omgivningarna runt Cacahuatlán växer huvudsakligen savannskog.